# Высшая военная академия Императорского флота Японии
Высшая военная академия Императорского флота Японии (яп. 海軍大学校 Кайгун дайгакко:) — высшее учебное заведение Императорского флота Японии.

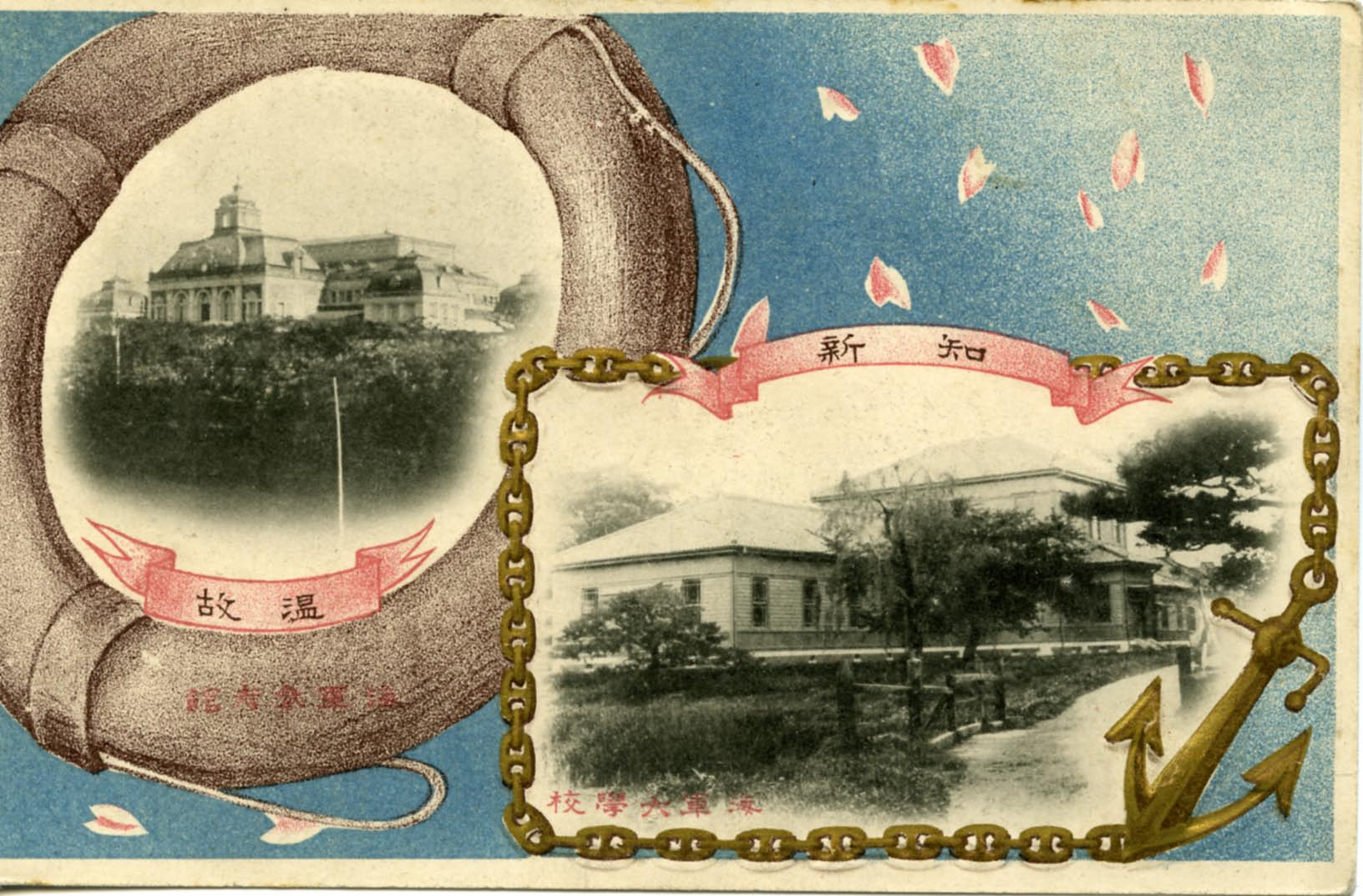
Открытка 1900-х годов с изображением Министерства флота и Высшей военно-морской академии

В 1880-х годах в Императорском флоте была осознана необходимость дополнительной подготовки выпускников Кайгун хэйгакко для возможности занятия ими командных должностей на кораблях либо должностей при штабах. С этой целью в 1888 году, когда Кайгун хэйгакко переехала из Цукидзи в Этадзиму, в Цукидзи была открыта Высшая военная академия флота. Помощь в создании учебных планов оказали представители Королевского ВМФ Великобритании, первым ректором стал Иноуэ Каору.
Чтобы поступить в Высшую военную академию флота, офицер должен был отслужить десять лет после окончания Кайгун хэйгакко. Обычно за это время офицер успевал пройти повышение квалификации в специализированной школе морской артиллерии либо торпедной школе, длившееся 6 месяцев. Учёба в Высшей академии флота длилась 1 год.